# Anton Blomqvist
Carl Anton Niclas Blomqvist, född 7 mars 1990 i Osby, är en svensk ishockeytränare och före detta ishockeyspelare (back). Han är sedan 2024 huvudtränare för HV71 i SHL.
Blomqvist har Osby IK som moderklubb. Han draftades av Columbus Blue Jackets i sjätte rundan i 2009 års draft som 167:e spelare totalt.
Blomqvist blev inför säsongen 2020/2021 klar som assisterande tränare för AIK i Hockeyallsvenskan. I januari 2021 tog han över rollen som huvudtränare i AIK sedan Håkan Åhlund lämnat. Efter säsongen 2023/2024 stod det klart att Blomqvist lämnar AIK. I april 2024 presenterades Blomqvist som ny huvudtränare för HV71.

## Klubbar som spelare
- Osby IK (2005–2006)
- Linköping HC J18/J20 (2006–2007)
- Malmö Redhawks J18/J20 (2007–2009)
- Malmö Redhawks (2009–2011)
- Springfield Falcons (2011–2012)
- Evansville Icemen (2012–2013)
- Malmö Redhawks (2013–2014)
- IK Oskarshamn (2014–2015)
- IK Pantern (2015–2016)

## Klubbar som tränare
- Malmö Redhawks J18/J20 (2017–2020)
- AIK (assisterande 2020–2021, huvudtränare 2021–2024)
- HV71 (2024–)